# شكر الله الجر
شكر الله الجر (1316 - 1395 هـ / 1898 - 1975 م) هو كاتب وشاعر لبناني مهجري.

## آثاره
من آثاره:
- «جزر الخطيئة»، رواية.
- «ديفا وعبد الله»، رواية.
- «خطوط القدر»، مجموعة قصص صغيرة.
- «نبي أورفليس» (ط 2) - دار المكشوف - بيروت 1967 م. وهي دراسة عن جبران خليل جبران.

### دواوينه
- «الروافد» - البرازيل 1934 م.
- «زنابق الفجر» - البرازيل 1945 م.
- «أغاني الليل» (ط 2) دار الثقافة - بيروت 1963 م و(ط 3) بيروت 1971 م.[1]
- «بروق ورعود» (ط1 ) دار الثقافة - بيروت 1971 م، و(ط 2) بيروت 1972 م.
- «من خوابي الزمن» - دار الثقافة، بيروت 1974 م.
- «ظلال وأشباح» - مؤسسة الأرز للطباعة - بيروت 1980 م.[2]